# ジュイヤ
ジュイヤ （Jouillat）は、フランス、ヌーヴェル＝アキテーヌ地域圏、クルーズ県のコミューン。クルーズ川が流れる。

## 歴史
ジュイヤ城はクルーズ県で最も美しい城の1つである。文化財の日にのみ一般公開される。シュヴロー家が所有しており、歴史は15世紀にさかのぼる。

## 人口統計
| 1962年 | 1968年 | 1975年 | 1982年 | 1990年 | 1999年 | 2008年 | 2013年 |
| ------ | ------ | ------ | ------ | ------ | ------ | ------ | ------ |
| 502    | 463    | 400    | 395    | 361    | 402    | 469    | 429    |

参照元:1962年から1999年までは複数コミューンに住所登録をする者の重複分を除いたもの。それ以降は当該コミューンの人口統計によるもの。1999年までEHESS/Cassini、2004年以降INSEE。

## 史跡
- ジュイヤ城 - 元々は軍事防衛用の城で、その反転した階段のネジによって明らかなように、封建領主の城ではない。歴史文化財[4]
- サン・マルティアル教会 - 12世紀。歴史文化財[5]

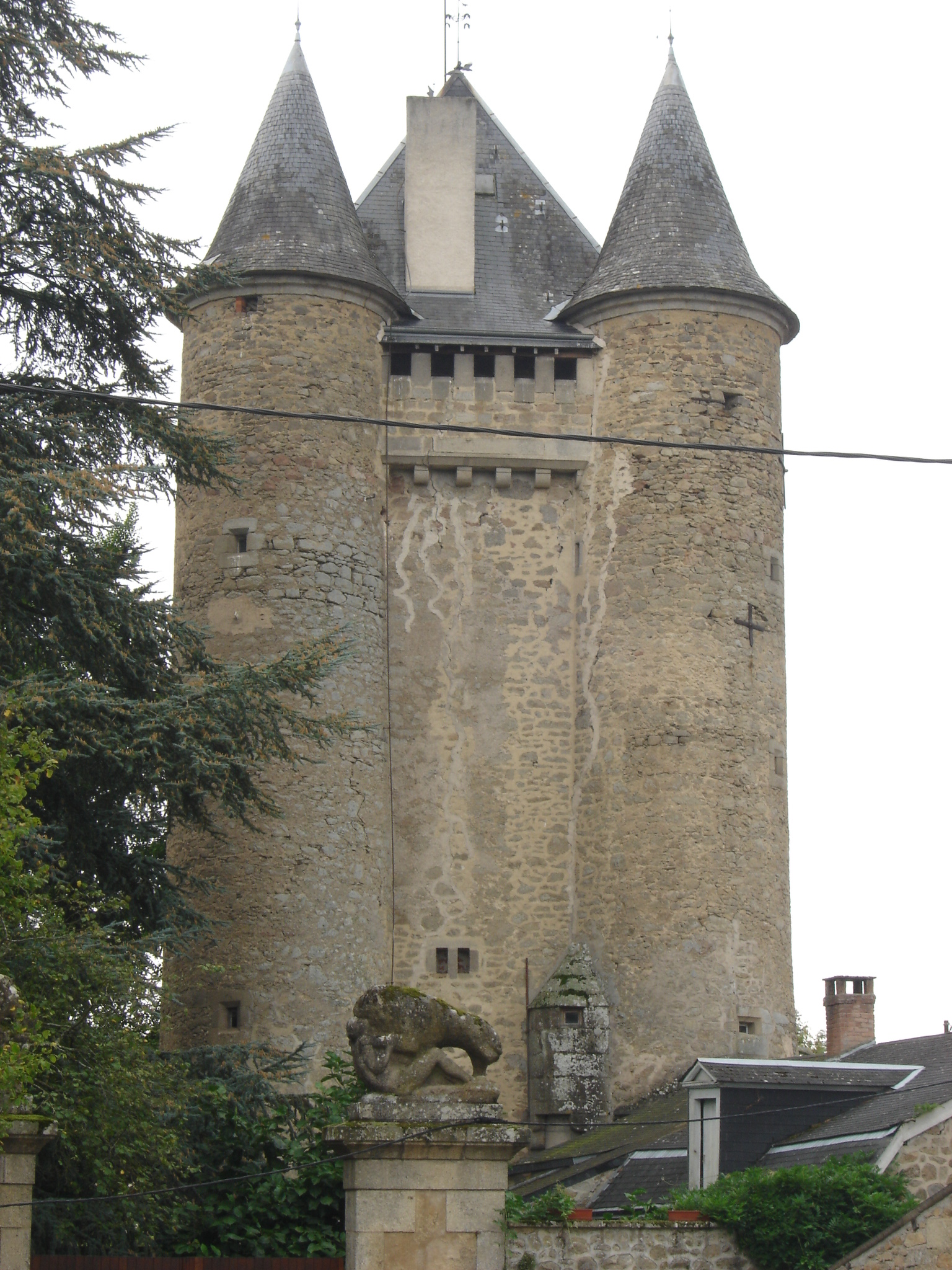
ジュイヤ城
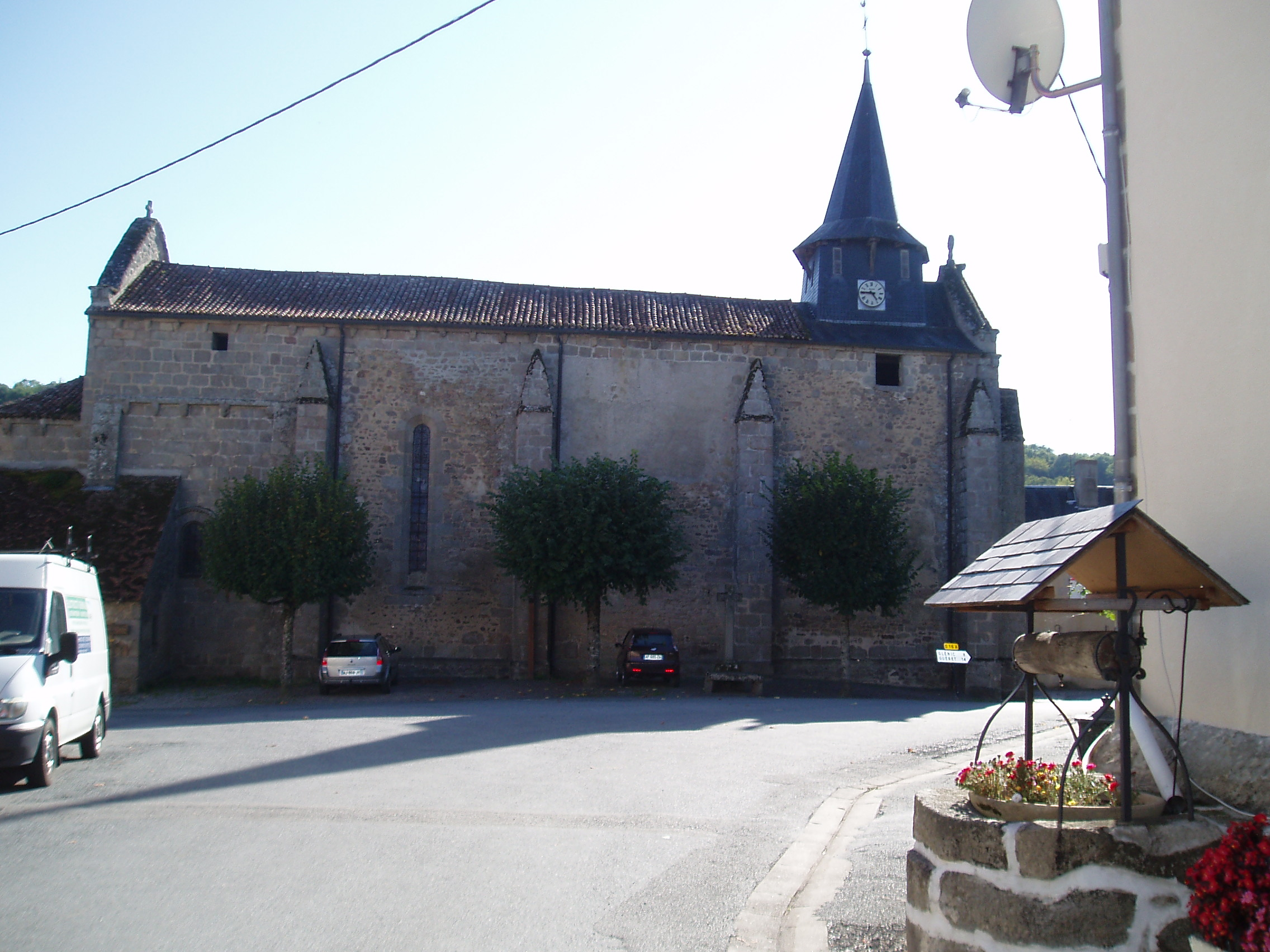
サン・マルティアル教会